# Daryl Homer
Daryl Homer (* 16. července 1990 Americké Panenské ostrovy) je americký sportovní šermíř, který se specializuje na šerm šavlí. Spojené státy reprezentuje od roku 2009. Na olympijských hrách startoval v roce 2012 a 2016 v soutěži jednotlivců a družstev. V soutěži jednotlivců získal na olympijských hrách 2016 stříbrnou olympijskou medaili. V roce 2015 získal titul mistra světa v soutěži jednotlivců. S družstvem šavlistů Spojeným států amerických se pravidelně účastní vrcholných sportovních akcí.